# Питер (издательство)
Издательский дом «Пи́тер» — российское издательство, специализирующееся на выпуске деловой и многоотраслевой профессиональной литературы.

## Деятельность
Основано в 1991 году Еленой Никольской, Валерием Степановым и Вадимом Усмановым как фирма по сборке компьютеров ZX Spectrum, которая в 1994 году была преобразована в издательство литературы по программированию (суммарный тираж составил 70 000 экземпляров).
В 1995 году начался выпуск специализированные литературы по медицине и переводных книг о компьютерах, чей совокупный тираж преодолел первый миллион экземпляров.
В 1997 году начался выпуск компьютерных журналов «BYTE/Россия» и «Мир Internet», женского журнала «Женский клуб» и издание первой редакции ежегодного справочника «Жёлтые страницы Internet».
В 1998 году началось сотрудничество с такими зарубежными издательствами, как Pearson Education, McGraw-Hill, O’Reilly и Thomson Learning.
В 2001 году открыта редакция в Москве, занимающаяся издательством гуманитарной, деловой и популярной литературы.
В 2003 году при поддержке Министерства образования Российской Федерации, Совета Федерации Российской Федерации, Администрации Санкт-Петербурга, Комитета по науке и высшей школе и Совета ректоров вузов Санкт-Петербурга в рамках программы «300 лучших учебников для высшей школы в честь 300-летия Санкт-Петербурга» издательство начало выпуск научной литературы и учебников для высших учебных заведений.
В 2005 году совместно с компанией Forex Club запущен проект по изданию книги лучших зарубежных и российских специалистов по торговле на бирже.
В 2006 году издательство стал эксклюзивным партнёром фирмы «1С» по выпуску руководств к системе «1С:Предприятие».
В 2008 году совместно с издательским дом «Коммерсантъ» начат совместный книжный проект «Миллион идей для вашего бизнеса», целью которого был обозначен выпуск бестселлеров и книг соединяющих воедино подлинный опыт работы российских компаний, для чего к участию были привлечены лучшие журналисты ИД «Коммерсантъ».
По состоянию на 2009 год, выпущено более 5600 изданий общим тиражом 80 миллионов экземпляров. Среди автором такие известные люди, как историк Евгений Анисимов, журналист Армен Гаспарян, психолог Роберт Лихи, педагог Дима Зицер, публицист Леонид Млечин и другие.
Издательство активно участвует в книжных выставках и ярмарках. Сотрудничает с ЛитРес.
Издательский дом «Питер» владеет рядом интернет-проектов — «Жёлтые страницы Internet» и автомобильный портал Avtotut.ru.

## Продукция
Издательство «Питер» работает по следующим темам:
- компьютерные технологии;
- деловая литература;
- психология;
- гуманитарная литература;
- медицинская литература;
- популярная литература;
- автомобильные книги и ПДД.

Также издательство выпускает аудиокниги по темам:
- история;
- бизнес;
- психология.

## Достижения
В 2001 году издательство заняло 7-е место в рейтинге российских издательств по версии журнала «Книжный бизнес», корпоративный сайт www.piter.com одержал победу в нескольких номинациях на Всероссийском интернет-конкурсе «Золотой сайт-2001».
В 2006 году по оценке журнала «Книжный бизнес» издательство заняло четверть рынка компьютерной литературы в России.
В 2007 году Гильдия маркетологов признала лучшей книгой по маркетингу юбилейное издание «Маркетинговых войн», и на третьем месте была также книга издательства «Питер» — «Чичваркин е…гений» Максима Котина. По итогам 2011 года Гильдия маркетологов внесла книгу Дмитрия Кота, изданную «Питером», в «пять лучших книг по маркетингу».
В феврале 2012 года издательство было отмечено премией «Электронная буква» за активную работу в области «электронных книг».

## Защита авторских прав
В 2011 году издательство подало судебный иск против интернет-магазина «Аймобилко» за незаконное распространение электронной версии книги Н. В. Старикова «Национализация рубля. Путь к свободе России». Арбитражный суд Санкт-Петербурга и Ленинградской области постановил, что «Аймобилко» обязан выплатить «Питер» 3 млн рублей, что стало крупнейшей суммой в России на то время.

## Запреты книг
В 2009 году городская прокуратура Санкт-Петербурга предписала изъять из продажи книгу Александра Никонова «Апгрейд обезьяны. Большая история маленькой сингулярности», изданную ИД «Питер». Поводом к запрету книги стала глава 36 «Миф о наркотиках», которая, по мнению прокуратуры, содержит пропаганду наркотиков.